# Sphaerodactylus oxyrhinus
Sphaerodactylus oxyrhinus es una especie de geco del género Sphaerodactylus, familia Sphaerodactylidae, orden Squamata. Fue descrita científicamente por Gosse en 1850.

## Descripción
La longitud hocico-respiradero en machos y hembras es de 34 y 33 milímetros respectivamente.

## Distribución
Se distribuye por Jamaica.